# Tweede Kamerverkiezingen in het kiesdistrict Delft (1848-1850)
Tweede Kamerverkiezingen in het kiesdistrict Delft (1848-1850) geeft een overzicht van verkiezingen voor de Nederlandse Tweede Kamer in het kiesdistrict Delft in de periode 1848-1850.
Het kiesdistrict Delft werd ingesteld na de grondwetsherziening van 1848. Tot het kiesdistrict behoorden de volgende gemeenten: Abtsregt, Ackersdijk en Vrouwenregt, De Lier, Delft, Groeneveld, Hodenpijl, Hof van Delft, Maasland, Maassluis, Moerkapelle, Naaldwijk, Nootdorp, Pijnacker, Rozenburg, Schipluiden, Sint Maartensregt, Stompwijk, Veur, Vrijenban, Wateringen, Zegwaart en Zoetermeer.
Het kiesdistrict Delft was in dit tijdvak een enkelvoudig kiesdistrict: het vaardigde per zittingsperiode één lid af naar de Tweede Kamer. 
Legenda
- cursief: in de eerste verkiezingsronde geëindigd op de eerste of tweede plaats, en geplaatst voor de tweede ronde;
- vet: gekozen als lid van de Tweede Kamer.

## 30 november 1848
De verkiezingen werden gehouden na ontbinding van de Tweede Kamer, na inwerkingtreding van de herziene grondwet.
|                    | 30 november | 14 december |
| ------------------ | ----------- | ----------- |
| Kiesgerechtigden   | 826         | 826         |
| Opkomst            | 760         | 769         |
| Geldige stemmen    | 759         | 767         |
| Blanco stemmen     | 0           | 1           |
| Kandidaten         |             |             |
| W. Wintgens        | 259         | 419         |
| H.A.A. van Berckel | 300         | 348         |
| C. Hoekwater       | 131         |             |
| D. van Koetsveld   | 38          |             |
| R.J.C. Metelerkamp | 16          |             |

## Voortzetting
Bij de invoering van de Kieswet in 1850 werd het kiesdistrict Delft omgezet in een meervoudig kiesdistrict. De gemeenten Moerkapelle, Zegwaard en Zoetermeer werden toegevoegd aan het kiesdistrict Gouda en de gemeente Veur aan het kiesdistrict 's-Gravenhage. Tevens werd een gedeelte van de opgeheven kiesdistricten Brielle (de gemeenten Abbenbroek, Biert, Brielle, Geervliet, Heenvliet, Hekelingen, Hellevoetsluis, Naters, Nieuw-Helvoet, Nieuwenhoorn, Oostvoorne, Oude en Nieuwe Struiten, Oudenhoorn, Rockanje, Schuddebeurs en Simonshaven, Spijkenisse, Vierpolders, Zuidland en Zwartewaal) en Schiedam (de gemeenten Delfshaven, Kethel en Spaland, Nieuwland, Kortland en 's-Graveland, Oud- en Nieuw-Mathenesse, Overschie, Schiebroek, Schiedam, Vlaardingen, Vlaardingerambacht en Zouteveen) toegevoegd aan het kiesdistrict Delft.